# Ференц Пушкаш (стадіон)
«Ференц Пушкаш» (угор. Puskás Ferenc Stadion) — мультиспортивний стадіон у Будапешті, Угорщина. Місткість стадіону становить 39 111.
«Непштадіон» («Народний стадіон») на 104 000 місць, був побудований в 1948-1953 роках, волонтерами і солдатами. У матчі відкриття 20 серпня 1953 року місцевий «Гонвед» грав з московським «Спартаком». На грі були присутні 80 тисяч глядачів.
Менше, ніж через рік після будування, 23 травня 1954 року, збірна Англії зазнала тут найбільшої поразки у своїй історії, програвши збірній Угорщини з рахунком 1:7.
27 липня 1986 на стадіоні в рамках гастролей по Європі Magic Tour дав один зі своїх останніх виступів на чолі зі своїм фронтменом Фредді Меркьюрі легендарний гурт Queen; на концерті були присутні більше 80 000 глядачів.
У 2001 році стадіон перейменований на честь легендарного нападника збірної Угорщини — Ференца Пушкаша, який захищав кольори збірної в 1940-х—1950-х роках.
У 2005 році тут проходили зйомки фільму Стівена Спілберга «Мюнхен», «Ференц Пушкаш» був обраний як найбільш схожий на знаменитий «Олімпіаштадіон» до реконструкції.
На даний момент знесений, на його місці побудований новий стадіон місткістю 65 000 глядачів для проведення чемпіонату Європи 2020 року.